# 인지초등학교 인정분교
인지초등학교 인정분교는 대한민국 충청남도 서산시 인지면 인정로 1055 (모월리)에 있었던 공립 초등학교이다.

## 학교 연혁
- 1957년 5월 1일 : 인지국민학교 인정분교장 인가
- 1960년 4월 12일 : 인정국민학교로 승격
- 1985년 6월 1일 : 목조 교실 4실 철거
- 1985년 9월 15일 : 교실 4개 2층 콘크리트 개축 준공
- 1987년 9월 4일 : 교실 2개 2층 콘크리트 개축 준공
- 1995년 3월 1일 : 인지국민학교 인정분교장으로 편입
- 1996년 3월 1일 : 인지초등학교 인정분교로 개칭
- 2009년 3월 1일 : 인지초등학교 인정분교 폐교